# Museo Adam Mickiewicz
El Museo Adam Mickiewicz de París, en Francia, es un museo dedicado al poeta romántico polaco, Adam Mickiewicz.

## Historia
El museo fue fundado en 1903 por el hijo del poeta, Ladislas Mickiewicz, y posteriormente dirigido por él, en las instalaciones de la Biblioteca Polaca de París, en quai d'Orléans, el distrito IV de París. Es el museo más antiguo dedicado a Mickiewicz, uno de los más antiguos museos literarios en Francia y el primer museo polaco en otro país. En Francia es el primero de los museos creado por una comunidad extranjera en el territorio francés.

## Colecciones
La colección del museo incluye pinturas, libros y documentos relacionados con la personalidad de Adam Mickiewicz y algunos de sus efectos personales. Entre otras cosas, contiene una copia de su partida de bautismo, de su certificado de defunción, sus solicitudes para diversos puestos, su nombramiento como profesor en la Universidad de Lausana y como profesor en el Collège de France. 
El museo posee ediciones originales y manuscritos del poeta, como Dziady, el Libro de la nación polaca y de los peregrinos polacos o el manuscrito de la traducción de El Giaour de Lord Byron.
En 1931 fue editado por la Academia polaca de Ciencias y Letras el catálogo del Museo:
- Katalog rękopisów Muzeum Adama Mickiewicza w Paryżu, oprac. Adam Lewak; przedm. poprzedził Franciszek Pułaski; Polska Akademia Umiejętności. Biblioteka Polska w Paryżu. Adres wydawniczy, Kraków: Polska Akademia Umiejętności, 1931.

Esta obra consta del repertorio y clasificación de los documentos preservados, allí se describen sus escritos, conversaciones, obras literarias, poemas, clases impartidas, escritos, discursos,, certificados, documentos familiares, correspondencia con otros autores como Marie d’Agoult, Victor Cousin, Johann Wolfgang von Goethe, Jules Michelet, Charles de Montalembert, Edgar Quinet, George Sand, Alfred de Vigny, etc.
El patrimonio documental del Museo, así como, el perteneciente a la Biblioteca Polaca fueron incluidos por la Unesco en el Registro de la Memoria del Mundo en 2013.
Las visitas guiadas se realizan los jueves por la tarde y los sábados a la mañana con cita previa.